# Королевская академия драматического искусства
Королевская академия драматического искусства (англ. Royal Academy of Dramatic Art (RADA)) — одна из самых известных театральных школ в мире, а также одна из старейших драматических школ в Великобритании. Академия была основана в 1904 году английским театральным актёром Гербертом Бирбомом Три, и располагается в лондонском квартале Блумсбери. Академия находится в ведении Королевского колледжа, который в свою очередь является частью Лондонского университета.
Академия ежегодно принимает 28 новых студентов на трёхлетнее обучение со степенью бакалавр. Помимо актёрских специальностей академия готовит и технический персонал для театров. Выпускниками академии в разные годы стали многие знаменитые актёры и актрисы, среди которых Изабель Фурман, Роберт Аткинс, Ута Хаген, Джоан Гринвуд, Маргарет Локвуд, Джон Гилгуд, Джоан Коллинз, Майкл Кейн, Тимоти Далтон, Рэйф Файнс, Энтони Хопкинс, Эрик Робертс, Том Хиддлстон, Шон Бин, Бен Уишоу, Алан Рикман и другие.
По состоянию на март 2025 года президентом академии является Дэвид Хэрвуд, а председателем — Маркус Райдер.